# Діон Де Неве
Діон Де Неве (нід. Dion De Neve, нар. 12 червня 2001, Алст, Бельгія) — бельгійський футболіст, захисник клубу «Кортрейк».

## Ігрова кар'єра

### Клубна
Після юнацької команди клубу «Дендер», у 2015 році Де Нів приєднався до клубу «Зюлте-Варегем», де грав на молодіжному рівні. В червні 2020 року захисник підписав з клубом свій перший професійний контракт. Наступного сезону Діона було внесено в зяавку першої команди на участь у чемпіонаті Бельгії. В основі Де Нів дебютував 24 липня 2021 року у матчі проти «Ауд-Геверле Левен».
Перед сезоном 2022/23 Де Нів перейшов до клубу «Кортрейк», з яким підписав трирічний контракт. Першу гру в новій команді Де Нів провів 23 липня 2022 року у також проти «Ауд-Геверле Левен».

### Збірна
З 2017 по 2018 роки провів кілька матчів у складі юнацьких збірних Бельгії.